# Michałów (gromada w powiecie iłżeckim)
Michałów (od 31 XII 1961 Kuczów) – dawna gromada, czyli najmniejsza jednostka podziału terytorialnego Polskiej Rzeczypospolitej Ludowej w latach 1954–1972.
Gromady, z gromadzkimi radami narodowymi (GRN) jako organami władzy najniższego stopnia na wsi, funkcjonowały od reformy reorganizującej administrację wiejską przeprowadzonej jesienią 1954 do momentu ich zniesienia z dniem 1 stycznia 1973, tym samym wypierając organizację gminną w latach 1954–1972.
Gromadę Michałów z siedzibą GRN w Michałowie (obecnie w granicach Starachowic) utworzono – jako jedną z 8759 gromad na obszarze Polski – w powiecie iłżeckim w woj. kieleckim, na mocy uchwały nr 13k/54 WRN w Kielcach z dnia 29 września 1954. W skład jednostki weszły obszary dotychczasowych gromad Dziurów, Kuczów i Michałów ze zniesionej gminy Styków w tymże powiecie; ponadto lasy państwowe nadleśnictwa Starachowice, oddziały nr 359 do 363, 385 do 392 i 408 do 413. Dla gromady ustalono 20 członków gromadzkiej rady narodowej.
29 lutego 1956 do gromady Michałów przyłączono oddziały nr 332–338 nadleśnictwa Starachowice z gromady Lubienia w tymże powiecie.
31 grudnia 1961 do gromady Michałów przyłączono obszar zniesionej gromady Styków, po czym gromadę Michałów zniesiono przez przeniesienie siedziby GRN z Michałowa do Kuczowa i zmianę nazwy jednostki na gromada Kuczów.